# Aittasaaret (ö i Lappland, Norra Lappland, lat 68,83, long 27,60)
Aittasaaret är en ö i Finland. Den ligger i sjön Enare träsk och i kommunen Enare i den ekonomiska regionen Norra Lappland och landskapet Lappland, i den norra delen av landet, 1 000 km norr om huvudstaden Helsingfors. Öns area är 2,1 hektar och dess största längd är 270 meter i sydväst-nordöstlig riktning.  Notera att namnet antyder att det är fråga om flera öar.